# Flavien Ranaivo
Flavien Ranaivo (Arivonimamo, 13 de maio de 1914 - Troyes, 20 de dezembro de 1999) foi um poeta e jornalista malgaxe.
Descoberto por Léopold Sédar Senghor ("Ele leva a poesia magache da expressão francesa ao ponto exato em que Rabearivelo a deixou e faz com que dê um passo decisivo"), ele se liberta das influências francesas para adaptar, até traduzir, a poesia popular malgaxe (hain-teny). Seus poemas curtos combinando humor e sabedoria, provérbios e símbolos, às vezes se assemelham a enigmas reais.